# Opolski
Opolski là một huyện thuộc tỉnh Lubelskie của Ba Lan. Huyện có diện tích 810 km². Đến ngày 1 tháng 1 năm 2011, dân số của huyện là 61813 người và mật độ 76 người/km².